# 安德魯·帕克·鮑爾斯
安德魯·亨利·帕克·鮑爾斯 OBE（1939年12月27日—），英國陸軍退役軍官。他是英國王后卡蜜拉的前夫並與其育有一子一女，二人在1995年離異。

## 早年生活
安德魯出生於1939年12月27日，是第六代麥克爾斯菲爾德伯爵托馬斯·帕克的曾孫德里克·亨利·帕克·鮑爾斯與千萬富翁第四代男爵漢弗萊·特拉福德之女安·德·特拉福德的長子。他也是學者症候群患者德里克·帕拉維奇尼的舅舅。
根據《泰晤士報》的洗禮公告，他的教父母包括了外祖父漢弗萊、哈廷頓侯爵威廉·卡文迪許、瑪麗·德·特拉福德女士和斯溫納頓-代爾女士。安德魯的父母二人與伊莉莎白王太后份屬好友，部分媒體更將王太后也列為他的教父母之一。
安德魯曾在英女王伊莉莎白二世的加冕禮上擔任侍從。
作為一名業餘騎師，時年三十歲的安德魯曾與他自己訓練的馬匹「福薩」參與1969年英國國家障礙賽馬大賽，並以第十一名的成績完成比賽。他在年輕時曾是查爾斯王子（後為英王查爾斯三世）的馬球隊成員。

## 軍事生涯
安德魯曾就讀安普爾福斯學院和桑赫斯特皇家軍事學院。他在1960年加入皇家騎兵衛隊，後於1962年1月23日升為中尉。
他在1965年左右出任時任紐西蘭總督伯納德·弗格森的副侍從官，並於1966年7月23日晉升為上尉軍階。安德魯其後則在1967年至1970年回到皇家騎兵衛隊（於1969年更名為皇家藍色騎兵團）擔任附屬官。
他在1971年12月31日獲晉升為少校，並在翌年在阿爾斯特省展開的司機行動中擔任「B」中隊的隊長。在英國殖民地南羅德西亞於1979年至1980年間脫離英國成立獨立主權國辛巴威時，安德魯曾出任南羅德西亞總督克里斯托弗·索姆斯的高級軍事聯絡官。
安德魯在1980年6月30日擢升至中校軍階。他在同年因辛巴威的功勛而獲授予女王英勇嘉許狀。
他曾於1981年至1983年間擔任皇家馬上騎兵團的團長。他的任期中曾發生海德公園及攝政公園爆炸案，其兵團的多名士兵及馬匹在事件中因炸彈爆炸而死亡或受傷。當時在案發現場附近的安德魯是其中一名最早到達的人，並馬上指揮現場救援，其中救出了後來被列入英國馬術學會名馬堂的戰馬塞夫頓。
他在1984年新年授勳獲授予大英帝國官佐勳章。
安德魯其後在1987年6月30日晉升上校，並獲調遷至皇家近衛騎兵服役，同時出任英女王伊莉莎白二世的銀杖官。他在1990年6月30日晉升准將軍階，並於1994年12月27日正式退役。

## 個人生活
他是第十七代彭布羅克伯爵亨利·赫伯特之女、高空鞦韆藝術家艾瑪·赫伯特女勳爵，以及安妮長公主與第一任丈夫馬克·菲利普斯的女兒扎拉·廷德爾的教父。

### 安妮長公主
安德魯自1970年6月與英女王伊莉莎白二世的女兒安妮公主交往數年。根據傳記作者莎莉·比德爾·史密斯所述，二人之間的關係「可能不是非常認真的」：安德魯來自一個傳統天主教家庭，而當時在英國王位繼承順序中排名第四的安妮一旦嫁予天主教徒，便會因《1772年王室婚姻法令》規定而失去繼承權。
二人的戀愛關係在安德魯宣佈與卡蜜拉·尚德訂婚前便已結束，而兩人則仍保持好友關係，更多次有安妮欲與安德魯舊情復燃的謠傳。

### 卡米拉·尚德
1973年，安德魯與曾斷斷續續交往過的卡米拉·尚德結婚，婚禮採用了羅馬天主教儀式。卡米拉是當時仍是威爾斯親王的查爾斯王子（後為英王查爾斯三世）的前女友。夫妻二人在婚後居住在博勒海德莊園，其後則遷居至位於威爾特郡的米德威克府。二人育有一子一女：：
- 湯姆·帕克·鮑爾斯（1974年12月18日—）：美食評論家。他在2005年9月10日與薩拉·拜斯結婚，並於2018年起分居，夫妻二人育有一子弗雷迪和一女蘿拉。
- 蘿拉·洛佩斯（1978年4月19日—）：藝術策展人。她在2006年5月6日與哈里·馬庫斯·喬治·洛佩斯結婚，並育有女兒伊莉莎和雙胞胎兒子路易斯與格斯。

安德魯在與卡蜜拉的婚姻中有過多次婚外情，對象甚至包括了卡蜜拉的好友，二人最終於1995年離婚。卡蜜拉在此之後與查爾斯王子再婚，但考量社會對查爾斯前妻威爾斯王妃黛安娜的觀感而只使用比威爾斯王妃次一級的「康瓦爾公爵夫人」頭銜。她於2022年查爾斯登基為英王查爾斯三世後獲加冕為王后。

### 羅絲瑪麗·皮特曼
1996年，安德魯在與卡蜜拉離婚的一年後和情婦羅絲瑪麗·愛麗絲·皮特曼（母姓迪金森）結婚，女方曾與約翰·休·皮特曼中校結婚並育有三個兒子。夫妻二人更曾一同出席查爾斯王子與卡蜜拉的婚禮。
羅絲瑪麗在2010年1月10日因癌症引起的併發症而逝世，終年65歲。安妮長公主出席了她在馬姆斯伯里聖亞浩教堂舉行的葬禮，而卡蜜拉其後則於同年3月出席了在衛兵教堂為其舉辦的哀悼會。

## 影視形象
2003年，安德魯曾為盧西安·弗洛伊德所繪製的油畫《准將》擔任模特。該畫作在2015年在佳士得的一場拍賣會上賣得3,489萬美元。
安德魯在ITV1電視電影《愛無定義》（2005）和Netflix電視劇《王冠》（2019）中分別由西蒙·威爾遜和安德魯·巴肯飾演。

## 榮譽
- 1980年6月10日：女王英勇嘉許狀（英语：King's Commendation for Bravery）[17]
- 1983年12月31日：大英帝國官佐勳章[19]
- 1989年6月16日：聖約翰官佐勳章[37]
- 2003年：皇家獸醫學院榮譽院士[38]